# Jurinea transsilvanica
Jurinea transsilvanica là một loài thực vật có hoa trong họ Cúc. Loài này được (Spreng.) Simonk. mô tả khoa học đầu tiên.